# DEFA Disko 77
DEFA Disko 77 ist ein deutscher Episodenfilm der DEFA von Werner W. Wallroth (Musikvideos) und Heinz Thiel (Sketche). Die Premiere fand am 26. Mai 1977 im Berliner Kino International statt. Im Oktober 1999 wurde der Film auf VHS veröffentlicht, 2005 erschien er unter dem Titel Schlager, Rock und mehr – Das Lebensgefühl der 70er und 80er Jahre in der DDR auf DVD.

## Handlung
Im Film werden Musikvideos und Sketche zusammenhanglos aneinandergereiht. Musikvideos und Sketche wurden unabhängig voneinander produziert. Der Film ist in seinem Aufbau an die Fernsehreihe Disco des westdeutschen Fernsehens angelehnt, die von 1971 bis 1982 produziert wurde.
Veronika Fischer wird geschminkt. Da der Tourbus nicht anspringt, nimmt sie mit ihrer Band einen Pferdewagen. Auf einer Wiese singen sie Und wer bist du (Ich bin die Fischer …), bis es zu regnen beginnt. Die Gruppe Karat singt den Titel Charlie. Dazu tanzen Jugendliche in einem Planetarium.
Im ersten Sketch des Films „Im Friseursalon“ will ein Friseur einen Indianer rasieren, doch schreit der jedes Mal auf, wenn der Friseur ihm mit seinem Rasiermesser zu nahe kommt. Zunächst will der Friseur den Indianer mit einem Beil erschlagen, beginnt dann jedoch, ihn mit der Beilklinge zu rasieren und der Indianer zeigt sich angesichts der scharfen Klinge zufrieden.
Angelika Mann liegt im Bett und singt den Schlager Bei den sieben Zwergen. Dazu gibt es Szenen mit ihr als Schneewittchen und sieben Zwergen, die deutlich größer sind als sie. Parallel dazu werden Szenen der Herstellung von Gartenzwergen gezeigt. Kurt Demmler singt den Titel Verse auf sex Beinen. Das Video wird begleitet von Szenen einer Marionettenstripperin und zusammengeschnittenen Sequenzen einer nackten Frau.
Im zweiten Sketch „Eheleute!“ kommt ein Mann nach Hause und bringt seiner Frau Blumen mit. Die zeigt sich misstrauisch, hätten Männer, die sonst nie Blumen mitbringen und mit einem mal Blumen präsentieren, vorgeblich ohne einen Grund dafür zu haben, meist einen triftigen Grund. Sie zweifelt so lange an den Intentionen des Mannes, bis der die Blumen zu Boden wirft und wütend geht. Die Frau gibt Entwarnung und aus dem Schrank steigt ihr versteckter Liebhaber in Unterwäsche. Veronika Fischer und Band singen Die Liebe ist gegangen.
Ein Mann erklärt seiner Frau im Sketch „Liebe, Lust und Leidenschaft“, er habe erfolgreich einen Bauchrednerkurs absolviert. Er präsentiert seine Bauchrednerpuppe und kann sogar mit einer Zitrone im Mund so perfekt bauchreden, dass die Frau am Ende der Puppe den Mund zuhält. Der Mann sagt über die Puppe den nächsten Sketch „Spätere Heirat nicht ausgeschlossen“ an, der von Rolf Herricht geschrieben wurde:
Herricht ist hier Paul, der mit seiner Ehefrau Monika gerade einmal einen Monat verheiratet ist, aber dennoch auf eine Heiratsannonce von Monikas bester Freundin Veronika geantwortet hat. Da Monika auf einen mehrtägigen Lehrgang gehen wird, plant sie mit Veronika, dass diese Paul das Date zur Hölle machen soll, während Monika in Veronikas Wohnung warten soll. Zu Hause hat Paul einen Anrufer am Apparat, den er Maxi nennt – eifersüchtig verlässt Monika die Wohnung und vergisst ihren gepackten Koffer. Tatsächlich hat Paul die Anzeigen im Namen von Maximilian „Maxi“ Lauter beantwortet, einem vermeintlichen Freund, der ihn nur ausnutzt und auch seine Wohnung für seine Dates benutzt. Während Maximilian Pauls Wohnung umräumt, seine Schwiegermutter am Telefon abkanzelt und Paul Alkohol für ihn holt, erscheint Monika, um ihren Koffer abzuholen. Sie wird von Maximilian für Veronika gehalten und fast verführt. Er erzählt ihr von dem „Trottel“ Paul und seiner dummen neuen Frau und deckt die ganzen Umstände der Anzeigenantwort auf. Sie ohrfeigt ihn und geht und er erkennt, dass er mit Pauls Frau gesprochen hat. Er will Paul warnen und geht, doch kommt Paul vom Einkauf wieder, trifft nun auf die gerade erschienene Veronika, die den schüchternen Mann prompt überrumpeln will. Die Schwiegermutter ist unterdessen ebenfalls eingetroffen, hat Veronika entdeckt und wiederum Monika alarmiert. Während Paul hinter Veronika herläuft, erscheint Maximilian, der sich nach der Enttäuschung mit Monika geschworen hat, dem nächsten Date einen Heiratsantrag zu machen – er trifft auf Pauls Schwiegermutter, versucht sie zu verführen und stimmt am Ende einer Heirat zu. Erst jetzt erscheinen Paul, Monika und Veronika und Paul begrüßt Maximilian amüsiert als neuen Schwiegervater.
Chris Doerk singt den Schlager Käfertango über einen Insektensammler. Es folgt die Gruppe Karat mit dem Titel Abendstimmung (Trag mich fort). Im Sketch „Maler und Modell“ kommt ein Modell zu einem Maler und zieht sich hinter einer Trennwand aus. Als sie nur mit einem Laken bekleidet vor ihm steht, meint sie, in Wirklichkeit gar kein Modell zu sein. Er gibt zu, dass er auch kein Maler ist. Die Gruppe Kreis singt in Badewannen sitzend Du machst mich müd. Reinhard Lakomy präsentiert den Titel Liebe im Wald am Klavier, wozu parallel Szenen eingespielt werden, in denen er eine Frau im Barockkleid im Wald vergeblich zu verführen versucht. Im letzten Sketch „Vater und Tochter“ versucht ein Vater, seine Tochter aufzuklären, bis sie ihm wortlos einen Kinderwagen samt Baby entgegen schiebt und ruft „Da – Opa!“. Dorit Gäbler und Wolfgang Wallroth singen am Ende den Titel Es wird bald Frühling sein und sitzen dabei unter anderem wahlweise im Regen oder Schnee oder laufen ein Eisenbahngleis entlang.

## Kritik
„Am überzeugendsten sind die mit teilweise überschwappenden Einfällen gestalteten Teile, die ein ironisches, pikant gebrochenes Verhältnis zum Lied offenbaren“, schrieb ein Kritiker, der zudem den Sketch …spätere Heirat nicht ausgeschlossen als „kaum zu übertreffen an spießiger Moral“ bezeichnete.
Für den film-dienst war DEFA Disko 77 ein „künstlerisch unbefriedigender und stellenweise äußerst zäher Versuch, unkonventionelle, videoclipartige Formen für das DDR-Kino zu entdecken.“